# Plan Cuadrante de Seguridad Preventiva
El Plan Cuadrante de Seguridad Preventiva (PCSP) o Plan de Vigilancia por Cuadrantes es un programa ideado y aplicado por Carabineros de Chile desde el año 2000 con el objetivo de disminuir los delitos y aumentar la sensación de seguridad en los habitantes de los sectores urbanos de Chile. En el año 2006, el PCSP estaba implementado en setenta y dos comunas a nivel nacional, es decir, beneficiaba a 9.852.102 personas.
En términos generales, opera como una estrategia de vigilancia focalizada, diviendo una comuna en diferentes «cuadrantes», que son sectores claramente delimitados y que pueden comprender uno o más barrios de una ciudad. Asimismo, se le asigna a cada cuadrante un número telefónico personalizado, comúnmente de telefonía móvil, el cual permite una atención más rápida y eficaz.